# Cinemascop

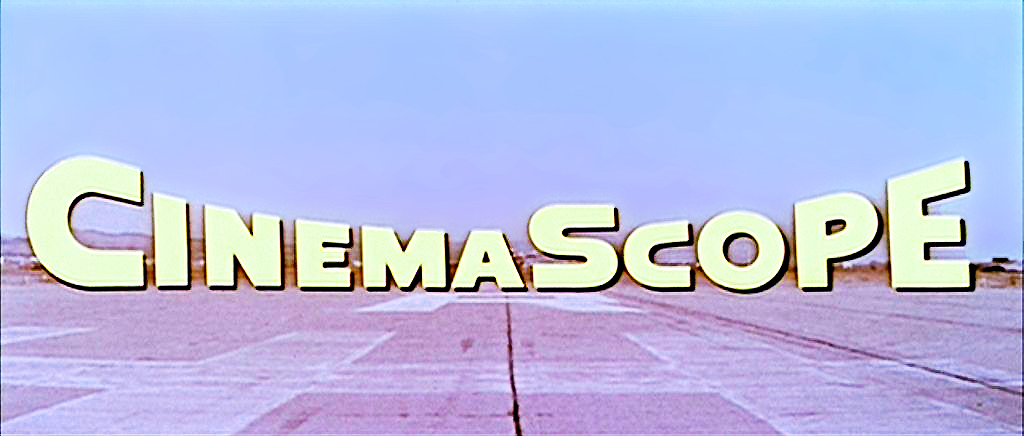

Cinemascop (din engleză: CinemaScope) este un sistem cinematografic folosit între anii 1953 - 1967 care se bazează pe utilizarea unui standard de film de 35 mm (lățimea peliculei). Dimensiunile geometrice ale sistemului Cinemascop 1 sunt de 18,7 X 22 mm (dimensiunile fotogramei), iar ale sistemului Cinemascop 2 sunt de 18,7 X 23,8 mm. Raportul între laturile imaginii proiectate ale sistemului Cinemascop 1 este de 1:2,35, raportul sistemului Cinemascop 2 este de 1:2,55. Sistemul a fost creat în 1953 de  Spyros P. Skouras, președintele 20th Century Fox.

## Legături externe
Materiale media legate de Cinemascop la Wikimedia Commons
- Ilias Chrissochoidis (ed.), CinemaScope: Selected Documents from the Spyros P. Skouras Archive (Stanford, 2013)
- ASC article about the restoration of "Carousel" and "The King and I"
- Carousel - trivia, IMDb

## Vezi și
- Ecran lat
- Categorie:Filme CinemaScope